# Храм Священномученика и Исповедника Аввакума
Храм священномученика и исповедника Аввакума (бывшая Никольская единоверческая церковь) — старообрядческий православный храм в посёлке Большое Мурашкино Нижегородской области. Относится к Нижегородско-Владимирской епархии Русской православной старообрядческой церкви. Памятник градостроительства и архитектуры регионального значения.

## История
Церковь построена в 1881—1885 годах как зимний храм Покровского единоверческого прихода. 8 июля 1886 года епископ Нижегородский и Арзамасский Модест освятил его во имя святителя Николая Чудотворца. Представляет собой кирпичное крестообразное здание в неовизантийском стиле. Не позднее 1930-х храм был закрыт, венчания сломаны.
В начале 1990-х годов передан общине Русской православной старообрядческой церкви. Был сооружён новый купол. В 1993 году митрополит Московский Алимпий (Гусев) освятил храм во имя протопопа Аввакума Петрова, почитаемого старообрядцами как священномученик и исповедник.

## Современность
Храм имеет большое значение для старообрядцев в связи с географической близостью к селу Григорово, месту рождения протопопа Аввакума. Ежегодно в первое воскресенье после Апостольского поста традиционно проводится крестный ход из Большого Мурашкино в Григорово.